# Amanecer de un sueño
Amanecer de un sueño es la ópera prima del director valenciano Freddy Mas Franqueza. 
Amanecer de un sueño está inspirada en la historia personal que el propio director vivió junto a su abuelo. El guion cuenta con la colaboración de Wim Wenders. El papel de Pascual, el abuelo, está interpretado por Héctor Alterio (El hijo de la novia, Kamchatka, Noviembre). El reparto lo completan Alberto Ferreiro (La señora-TV-, Soldados de Salamina, Noviembre, La mala educación, Princesas, Las 13 rosas), Mónica López (Acusados, Zoo –TV-), Aroa Gimeno (Valientes, Sin tetas no hay paraíso, 700 Euros, Amar en tiempos revueltos –TV) y Sergio Padilla.
Está producida por Terra a la Vista Producciones (Valencia) y Follow Me Productions (Varsovia) con la colaboración de Fundación Alzheimer España (FAE), que ha participado como productora asociada de la película y el apoyo de ICAA, IVAC, RTVV, Film Polski y Media Development.
Amanecer de un Sueño muestra las relaciones que existen entre las personas que están a nuestro lado en los momentos importantes; muestra la importancia de no estar solo y de tener a nuestro lado a un irremplazable compañero de viaje.

## Sinopsis
A la edad de ocho años Marcel es abandonado por su madre. El niño crece junto a su abuelo Pascual, con el cual descubre las cosas más importantes de la vida y del cual recibe el cariño que su madre le ha negado. 
Cuando Marcel tiene veintiún años decide iniciar su propia vida; planea irse a vivir con su novia y dejar la casa de su abuelo, la casa en la que se ha criado. En ese momento Pascual empieza a padecer unos extraños síntomas: le diagnostican Alzheimer. Los planes de Marcel cambian radicalmente y empieza una dramática cuenta atrás. Abuelo y nieto vuelven a estar uno junto al otro, incondicionalmente, hasta que se miran por última vez.

## Premios y nominaciones
La película ha participado en varios festivales internacionales de la FIAPF, incluyendo la edición de 2008 del festival de Moscú. En los festivales ganó 8 premios:
- Premio del Público - Festival Cine Internacional Mannheim (Alemania)
- Premio Especial del Jurado- Festival Cine Málaga
- Mejor Película - Mostra Cinema València.[2]
- Mejor Actor Héctor Alterio - Mostra Cinema València
- Mejor Director - Festival Cine Internacional Eurasia
- Mejor Guion - Festival Cine Internacional Eurasia
- Mención Especial Mejor Actor Héctor Alterio– Festival Cine Moscú (Rusia)
- Mención Especial Actor de Reparto Sergio Padilla- Festival Cine Moscú(Rusia)